# Zeewaterwarmtecentrale
Een zeewaterwarmtecentrale onttrekt warmte aan zeewater en gebruikt die warmte voor het verwarmen van woningen.
Tussen 1984 en 1986 werden in Zweden grote warmtepompen geïnstalleerd met zeewater als warmtebron. In totaal hadden zes warmtepompen een capaciteit van 180 MW. In Nederland fungeert een zeewarmtecentrale, maar in 2019 zijn plannen ontwikkeld deze om te bouwen tot een WKO-systeem.

## Centrale Duindorp
Voor Duindorp is in de periode 2001 tot 2006 een zeewaterwarmtecentrale (ZWWC) ontwikkeld, samen met woningcorporatie Vestia. De centrale verwarmt 789 woningen. In de centrale in Duindorp wordt warmte onttrokken aan zeewater, dat op vijf meter diepte wordt aangezogen. Het afgekoelde zeewater gaat terug naar de zee, het verwarmde water wordt overgedragen aan het warmtedistributienet, dat anderhalve meter onder de openbare weg loopt. Dit distributienet transporteert verwarmd zoet water naar de huizen. Deze kregen een warmtepomp in plaats van een verwarmingsketel, om de bronwarmte uit het distributienet tot 70°C te verwarmen voor de vloerverwarming en warm tapwater.
In geval van storingen in de centrale is tijdelijk elektrisch verwarming voorzien. Het leidingnet kan warmte afgeven maar ook opnemen, als het te warm in de woningen wordt.

### Climate Star Award
De gemeente Den Haag heeft in 2009 de Climate Star Award gekregen voor haar inzet om het klimaat te verbeteren. Den Haag gebruikt windenergie, aardwarmte en zonne-energie en nu ook warmte uit het zeewater.
Paul Stoelinga van ingenieursbureau Deerns uit Rijswijk is de bedenker van dit systeem, en kreeg in 2005 de Innovatieprijs voor de beste uitvinding van het jaar. Hij bedacht niet de warmtepomp, maar wel de uitvoering van de zeewaterwarmtecentrale.

### Einde
In 2019 is besloten de centrale om te bouwen naar een warmte-koudeopslag (WKO)-systeem, omdat de zeewarmtecentrale niet in alle opzichten voldeed.
De energiekosten per woning zijn niet gezakt maar gelijk gebleven; de CO2-uitstoot is echter wel met 50% gedaald. Groene elektriciteit leveren voor de centrale was een probleem omdat de geplande windmolen niet nabij Duindorp geplaatst kon worden. Het noodaggregaat van de centrale, dat ingeschakeld wordt bij haperingen, draaide op vervuilende diesel, waardoor deze centrale minder duurzaam was dan beoogd. In de praktijk bleken bovendien de bewoners geregeld in de kou te zitten. In 2019 en 2020 is onderzoek verricht naar de mogelijkheid om warmte uit de grond te onttrekken.